# المجد لأوكرانيا! المجد للأبطال!

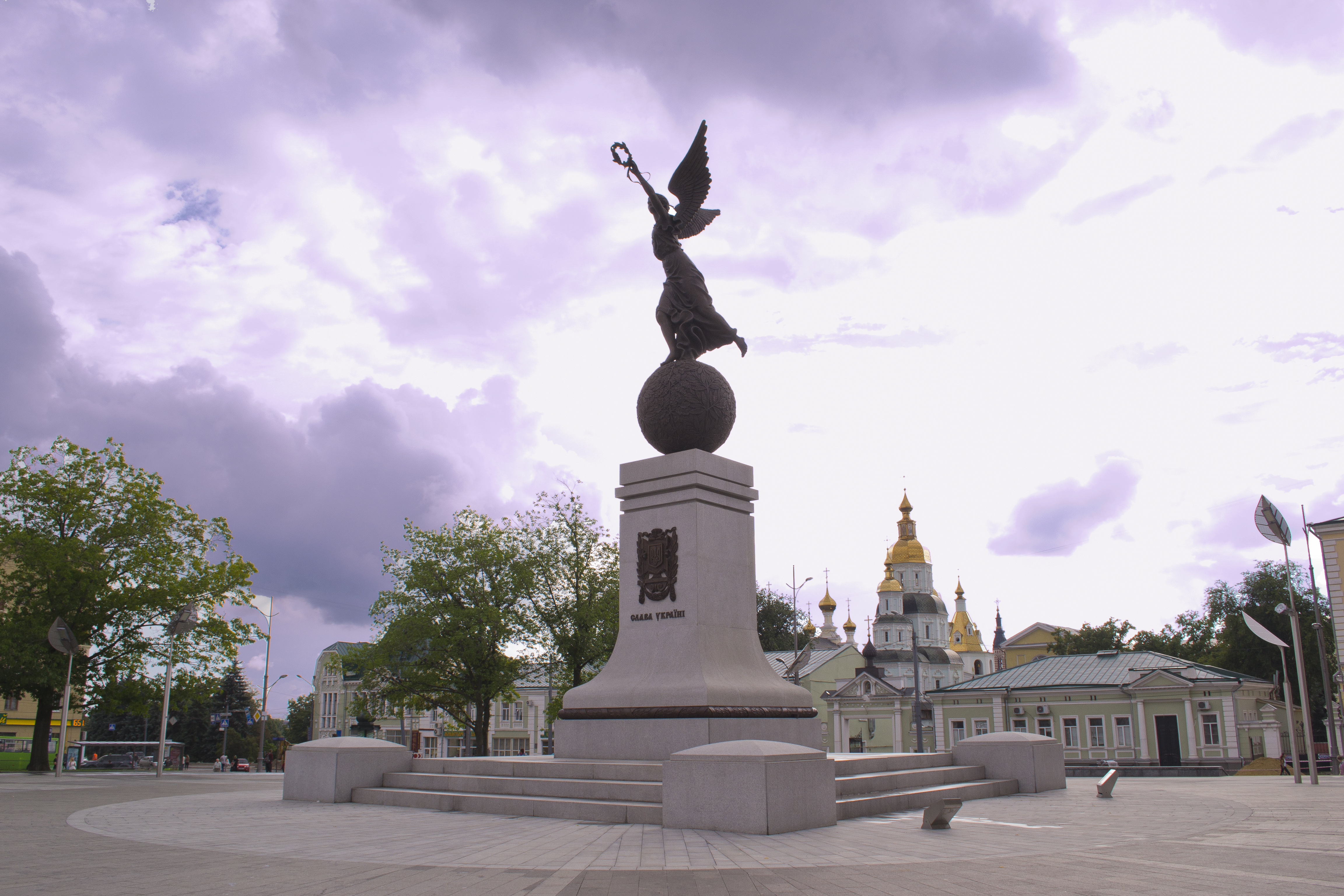
تمثال في خاركيف بشعار «المجد لأوكرانيا».

«المجد لأوكرانيا! المجد للأبطال!» ((بالأوكرانية: «Слава Україні! Героям слава!»)‏ — سْلَافَا أُوكْرَائِينِي! غِيرُوِيَامْ سلافا!) — تحية و شعار القوميين الأوكرانيين. جزء أول من هذه العبارة ظهر في زمان جمهورية أوكرانيا الشعبية (1917—1920). قبلت نسخة شعار بالجواب «المجد للأبطال» مع إشالة اليد اليمنى كالإمارة المنظّمية لأعضاء «المنظمة القوميين الأوكرانيين» (بالأوكرانية: ОУН)‏ و «جيش الثوّار الأوكراني» (بالأوكرانية: УПА)‏ في زمان الحرب العالمية الثانية.